# Michael Adams (baloncestista)
Michael Adams (Hartford, Connecticut, 19 de enero de 1963) es un exjugador y entrenador de baloncesto estadounidense que jugó 11 temporadas en la NBA, además de hacerlo en la USBL y en la CBA. Con 1.78 metros de estatura, lo hacía en la posición de base.

## Trayectoria deportiva

### Universidad
Jugó durante cuatro temporadas con los Eagles del Boston College, en las que promedió 13,9 puntos, 4,0 asistencias y 2,7 rebotes por partido. En sus tres últimas temporadas ejerció como capitán del equipo, siendo en todas ellas incluido en el segundo mejor quinteto de la Big East Conference. En la actualidad es el duodécimo máximo anotador de la historia de los Eagles con 1.650 puntos, y el jugador con más robos de balón, con 275.

### Profesional
Fue elegido en la posición 66 del Draft de la NBA de 1985 por Sacramento Kings, donde jugó tan solo 18 partidos, en los que promedió 2,2 puntos y 1,2 asistencias, siendo despedido en el mes de diciembre. Esa temporada y la siguiente jugó en dos ligas menores, la USBL y la CBA, en los Springfield Fame y los Bay State Bombardiers respectivamente. En su primer año con los Fame ganó la liga, fue elegido en el mejor quinteto de rookies y en el segundo a nivel general, así como en el mejor quinteto defensivo, algo que repetiría al año siguiente.
En 1986 ficha como agente libre por Washington Bullets, donde juega una única temporada, en la que promedia 7,2 puntos y 3,9 asistencias como suplente de Jeff Malone. Antes del comienzo de la temporada siguiente, es traspasado junto con Jay Vincent a Denver Nuggets a cambio de Mark Alarie y Darrell Walker. En su nuevo equipo alcanzó la titularidad, y se convirtió en un especialista desde la línea de 3 puntos, y ya en su primera temporada acabó como el segundo jugador de toda la liga en triples anotados y el primero en lanzados, y al año siguiente encabezó ambas clasificaciones, anotando 166 de 466 lanzamientos más allá de la línea.
La temporada 1990-91 fue la mejor de toda su carrera, liderando a los Nuggets en anotación (26,5 puntos por partido), asistencias (10,5) y robos de balón (2,2), apareciendo entre los 10 mejores de la NBA en los tres apartados. A pesar de ello, el equipo acabó con el peor balance de victorias de toda la liga, 20, y en un intento de reconstruir un equipo ganador, traspasaron a Adams a los Bullets, junto con su primera ronda del draft de ese año, a cambio de la primera ronda del draft del equipo de la capital, mucho más alto.
En los Bullets, al contrario que en su primera etapa, se afianzó en el puesto de base titular, siendo elegido para el recordado All-Star Game de la NBA de 1992 en el que fue la despedida de Magic Johnson. Adams jugó 14 minutos, en los que consiguió 9 puntos y robó cuatro balones. Acabó la temporada como segundo mejor anotador del equipo, con 18,1 puntos por partido, solo por detrás de Pervis Ellison, a los que añadió 7,6 asistencias.
Tras dos temporadas más en las que su aportación ofensiva fue mermándose, en 1994 fue traspasado a los Charlotte Hornets a cambio de dos futuras rondas del draft. Allí permaneció dos temporadas en las que las lesiones hicieron mella, jugando sólo 50 partidos en total, tras los cuales se retiraría definitivamente. Con su 1,78 de estatura, es el séptimo jugador más bajo en jugar en la NBA.

### Entrenador
Tras retirarse, en 1999 comenzó su carrera como entrenador, ejerciendo como asistente de los Richmond Rhythm de la IBL, para al año siguiente desempeñar el mismo puesto en los Vancouver Grizzlies a las órdenes de Sidney Lowe, donde permaneció dos temporadas, la última de ellas ya en Memphis.
En 2004 se hace cargo de las Washington Mystics de la WNBA, en su primera experiencia como entrenador principal, Tras una temporada, en la que consigue 17 victorias y 17 derrotas, se marcha al baloncesto universitario, como asistente en los Maryland Terrapins, donde permanece dos temporadas. En 2009 ocupa el mismo puesto en St. Bonaventure, pero tras seis semanas dejó el puesto para centrarse en el apoyo a su hijo en su último año de escuela secundaria.

## Estadísticas de su carrera en la NBA

### Temporada regular
| Año     | Equipo     | PJ  | PT  | MPP  | %TC  | %3P  | %TL  | RPP | APP  | ROB | TPP | PPP  |
| ------- | ---------- | --- | --- | ---- | ---- | ---- | ---- | --- | ---- | --- | --- | ---- |
| 1985–86 | Sacramento | 18  | 0   | 7.7  | .364 | .000 | .667 | .3  | 1.2  | .5  | .1  | 2.2  |
| 1986–87 | Washington | 63  | 0   | 20.7 | .407 | .275 | .847 | 2.0 | 3.9  | 1.3 | .1  | 7.2  |
| 1987–88 | Denver     | 82  | 75  | 33.9 | .449 | .367 | .834 | 2.7 | 6.1  | 2.0 | .2  | 13.9 |
| 1988–89 | Denver     | 77  | 77  | 36.2 | .433 | .356 | .819 | 3.7 | 6.4  | 2.2 | .1  | 18.5 |
| 1989–90 | Denver     | 79  | 74  | 34.1 | .402 | .366 | .850 | 2.8 | 6.3  | 1.5 | .0  | 15.5 |
| 1990–91 | Denver     | 66  | 66  | 35.5 | .394 | .296 | .879 | 3.9 | 10.5 | 2.2 | .1  | 26.5 |
| 1991–92 | Washington | 78  | 78  | 35.8 | .393 | .324 | .869 | 4.0 | 7.6  | 1.9 | .1  | 18.1 |
| 1992–93 | Washington | 70  | 70  | 35.7 | .439 | .321 | .856 | 3.4 | 7.5  | 1.4 | .1  | 14.8 |
| 1993–94 | Washington | 70  | 67  | 33.4 | .408 | .288 | .830 | 2.6 | 6.9  | 1.4 | .1  | 12.1 |
| 1994–95 | Charlotte  | 29  | 0   | 15.3 | .453 | .358 | .833 | 1.0 | 3.3  | .8  | .0  | 6.5  |
| 1995–96 | Charlotte  | 21  | 3   | 15.7 | .446 | .341 | .743 | 1.0 | 3.2  | 1.0 | .2  | 5.4  |
| Total   | Total      | 653 | 510 | 31.3 | .415 | .332 | .849 | 2.9 | 6.4  | 1.7 | .1  | 14.7 |

### Playoffs
| Año   | Equipo     | PJ | PT | MPP  | %TC  | %3P  | %TL  | RPP | APP | ROB | TPP | PPP  |
| ----- | ---------- | -- | -- | ---- | ---- | ---- | ---- | --- | --- | --- | --- | ---- |
| 1987  | Washington | 3  | –  | 27.3 | .320 | .222 | .333 | 2.3 | 3.3 | 2.3 | .0  | 6.3  |
| 1988  | Denver     | 11 | –  | 36.9 | .362 | .315 | .878 | 3.3 | 5.8 | 1.6 | .2  | 13.4 |
| 1989  | Denver     | 2  | –  | 37.5 | .417 | .455 | .875 | 8.5 | 4.5 | 1.5 | .0  | 23.5 |
| 1990  | Denver     | 3  | –  | 35.0 | .382 | .300 | .875 | 2.0 | 6.0 | 1.3 | .0  | 13.0 |
| 1995  | Charlotte  | 1  | 0  | 11.0 | .400 | .000 | .000 | 1.0 | 2.0 | .0  | .0  | 4.0  |
| Total | Total      | 20 | –  | 34.0 | .370 | .327 | .850 | 3.4 | 5.2 | 1.6 | .1  | 12.8 |